# Sint-Amandsplein (Kortrijk)

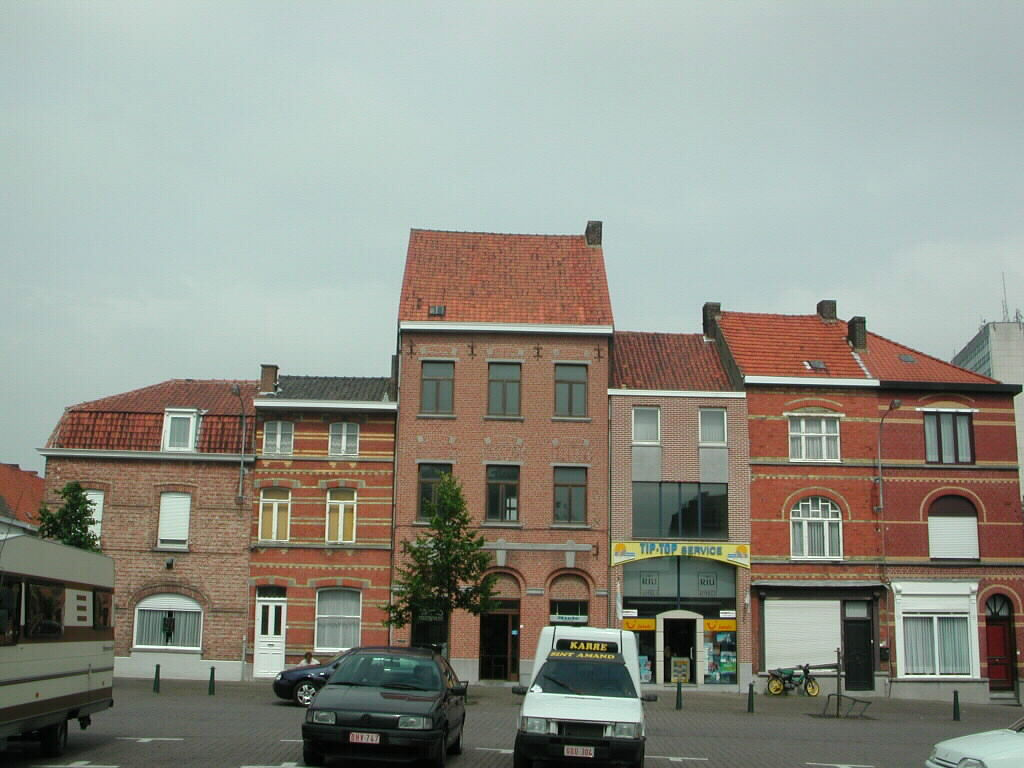
Sint-Amandsplein

Het Sint-Amandsplein is een plein in de binnenstad van de Belgische stad Kortrijk. Het rechthoekige plein staat in de volksmond beter bekend onder zijn oorspronkelijke naam Vrijdagsmarkt, naar de markt die er al decennialang gehouden wordt op vrijdag. Het plein vormt het centrum van de stadswijk Overleie. Waar er aanvankelijk een tramhalte was op dit plein, stoppen er nu diverse stadslijnen van het Kortrijkse busnetwerk: de stadslijnen 3 en 6.

## Geschiedenis
Het Sint-Amandsplein ontstond begin 20e eeuw, na het slopen van de overdekte markthallen die op die plaats stonden. Deze hallen kwamen er onder impuls van burgemeester Auguste Reynaert. Onder zijn bewind startte het stadsbestuur in 1896 met de aankoop en naderhand de slopingwerken van circa 111 ongezonde woningen tussen de Overleiestraat, de Kapelstraat en de huidige Sint-Amandslaan, met de bedoeling daar een markthalle op te richten. Vanaf 4 februari 1899 opende de nieuwe markthalle haar deuren en ze kende -zeker in de beginjaren- een economisch succes.
Bij de beschietingen van 20 oktober 1918 onderging het gebouw zware beschadigingen. Na de Eerste Wereldoorlog werd het gebouw openbaar verkocht en in 1920 gesloopt.